# Ouaouizeght
Ouaouizeght (en àrab واويزغت, Wāwīzaḡt; en amazic ⵡⴰⵡⵉⵣⵖⵜ) és una comuna rural de la província d'Azilal, a la regió de Béni Mellal-Khénifra, al Marroc. Segons el cens de 2014 tenia una població total de 14.570 persones.